# Jindřich Suchánek (kněz)
Jindřich Suchánek (7. ledna 1923, Vyškov – 21. ledna 2009, Mrákov) byl český římskokatolický kněz, dlouholetý farář v Mrákově a od roku 2003 papežský prelát.

## Život
Pocházel z početné rodiny, měl dohromady šest sourozenců. Vystudoval vyškovské gymnázium a po maturitě vstoupil do českobudějovického kněžského semináře, několik měsíců poté však byl totálně nasazen a musel odjet pracovat do Lince. Po skončení druhé světové války pokračoval v přerušeném studiu a 26. června 1949 přijal v Českých Budějovicích kněžské svěcení. Nejprve působil jako kaplan v Počátkách, roku 1951 byl přeložen do Týna nad Vltavou a vzápětí nazpět do počátecké farnosti. Následně vykonával svou kněžskou službu v Myslívě a pak v Zavlekově, odkud excurrendo spravoval farnost Hradešice. V roce 1974 se stal duchovním správcem v Mrákově a také administrátorem excurrendo farností Maxov a Všeruby u Kdyně, jímž zůstal až do jejich sloučení s mrákovskou farností roku 2005. Dne 8. února 2003 jej papež Jan Pavel II. jmenoval prelátem Jeho Svatosti.